# Promachus melampygus
Promachus melampygus là một loài ruồi trong họ Asilidae. Promachus melampygus được Wulp miêu tả năm 1872. Loài này phân bố ở miền Ấn Độ - Mã Lai.